# 梅爾檸檬
梅爾檸檬（學名：Citrus meyerii），又名：北京柠檬、迈尔柠檬、迈耶柠檬、野柠檬、中国柠檬，是一种原产自中国的杂交柑橘属水果。不同于寻常柠檬和苦柠檬，这是枸櫞与橘/柚的杂交品种。
成龄树高约6至10英尺（2至3米），叶片深绿色带有光泽。花朵香气扑鼻，自内往外为紫色和白色。果实比纯正的柠檬更圆，成熟时呈深黄色，略带橙色调，并且口感较甜，低酸。这种柠檬的高酸性ph值介于在2和3之间，汁水酸性比纯水高至一万至十万倍。这种酸度水平可以将其用作消毒清洁剂。
植物猎人弗兰克·尼古拉斯·迈耶，被美国农业部派遣至亚洲收集新的植物物种，随后在中国本土发现了该柠檬品种。在1908年将其以S.P.I. #23028引进了美国。《今日医学新闻》发表一侧总结了几项研究的时事通讯，表明了这种柠檬可能对健康的一些益处，包括降低中风的风险，调节血压，预防癌症，并且高含量的维生素C可以加强免疫系统。另外果实中的植物化学物质可以帮助改善情绪，缓解焦虑和减轻体重。。
Citrus meyerii在中国通常被养在花盆中用作园艺植物。而在美国更为熟知用作食物，在20世纪70年代加州美食兴起时，像是爱丽丝·沃特斯的主厨们发掘了其中的美味，也随着瑪莎·史都華在她的菜谱里推荐起这种柠檬后，知名度迅速地被打响。

## 描述

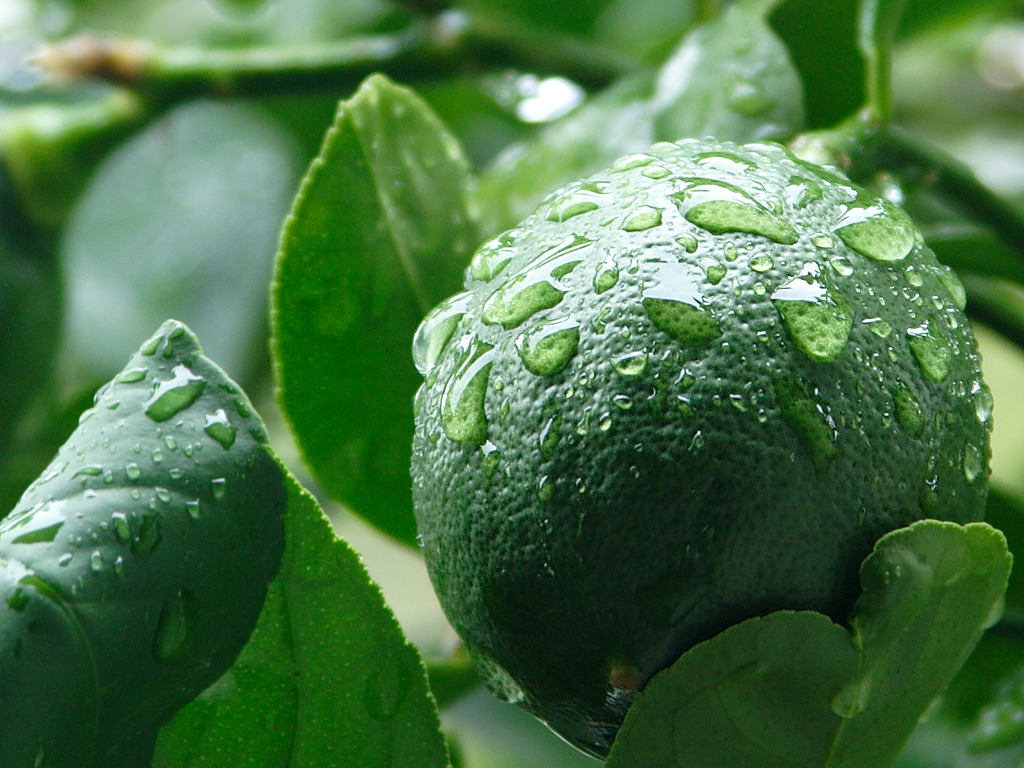
未成熟的Citrus meyerii

Citrus × meyeri成龄树高约6至10英尺（2至3米），不过可以被修剪得更小。叶片深绿色带有光泽。花朵香气扑鼻，自内往外为紫色和白色。
果实黄色，比纯正的柠檬更圆。外果皮薄，带有香气， 在成熟时呈深黄色，略带橘色调，汁胞也呈深黄色，相较于市面常见的里斯本与尤力克柠檬，口感微甜低酸，最多生有十个到二十个种子。

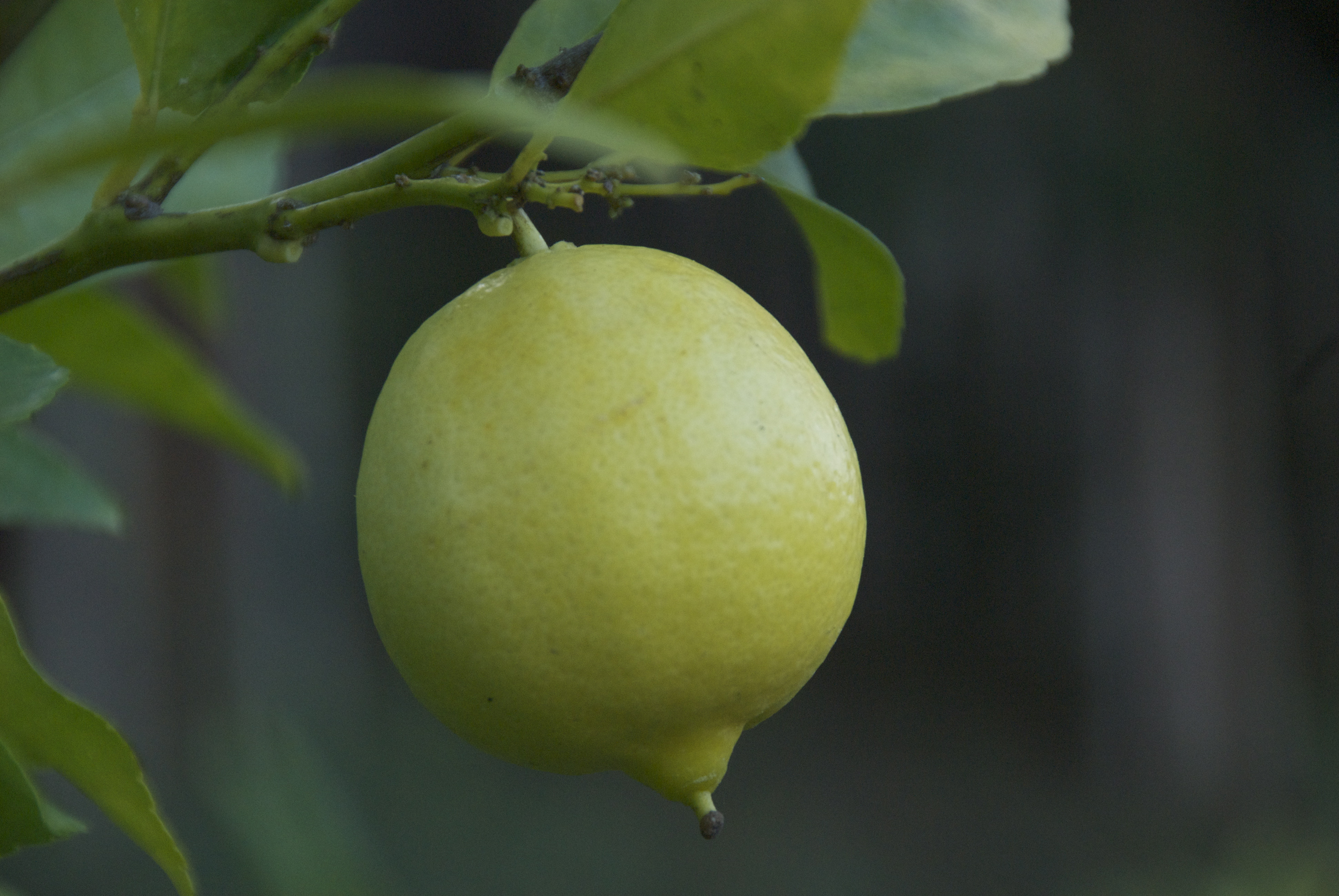
接近成熟的Citrus meyerii

## 培育
Citrus meyerii有着体积小、耐寒和高产的特点，而被青睐用作园艺植物。且植株具有观赏性适合盆栽养殖。果实在众多柠檬品种中是最甜的之一，外果皮口感好也可被用作烹饪。盆栽地栽都可，树株每天至少需要8个小时的光照。在太阳猛烈的夏季需要注意避免过度光照。树株具有一定的耐寒性，适合在温带生长。生命力相当强，栽种后第四年开始结果，在整个生命周期中会结出数千个柠檬。土壤需要排水良好，干湿平衡。在生长期还需要施缓释性高氮肥料，可为了最大量收成，到了冬季除非是叶子发黄则不需要。一年四季都可结果，大多是在冬季收成。 新生的分枝为了保护嫩芽形成突刺，之后会化成二级分枝。适当地修建可以给果实腾出适当空间，空气流通可维持植株的健康，免受疾病侵害。
凤蝶幼虫会非常着迷食用其新叶。

## 烹饪用途
汁水通常被用来调酒和柠檬水。还可腌制肉类，软化肌肉纤维改善口感。低pH可使肌肉蛋白质变性，使肉更具风味。还可以代替醋进行调味，改善蔬菜的外观和口感，起防腐剂的作用。外果皮蕴藏果胶，可用作食品的增稠剂和稳定剂，还可刨成削拿来增添风味。 叶片还可泡茶及腌肉。

## 改良

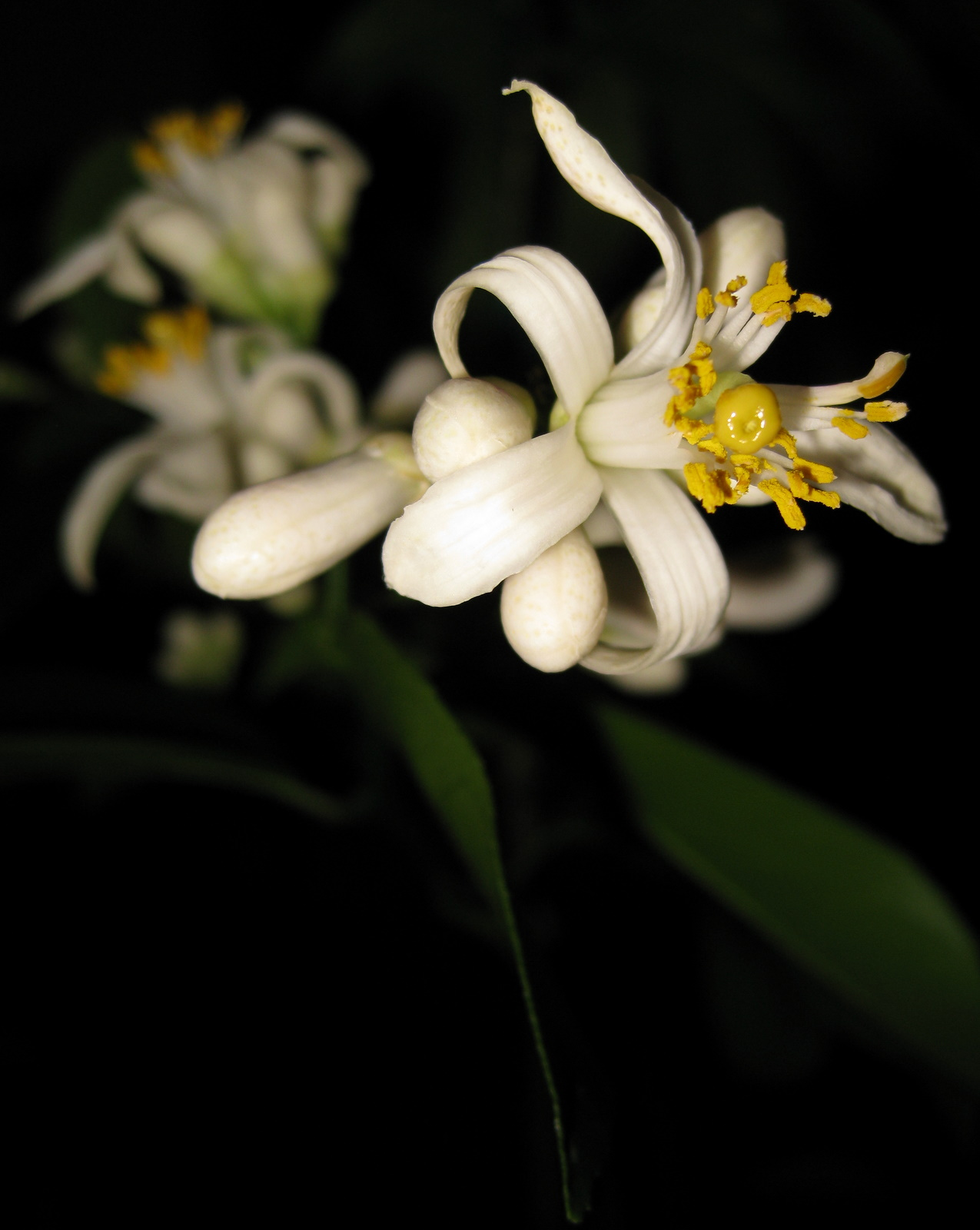
改良性梅尔柠檬花朵的特性

到了20世纪40年代中期，已经被广泛种植在加利福尼亚州。然而同时被发现这些无性繁殖的植株都是柑橘萎缩病毒的带原者。为了保护其他柠檬树大部分都被销毁。
在20世纪50年代发现了一种无病毒品种果树，并于1975年经加利福尼亚大学认证为Citrus × meyeri 'Improved'。